# Джеймс Лавелл
Джеймс Лавелл (англ. James Lavelle; нар. 22 лютого 1974) — англійський електронний музикант, власник лейблу та куратор. Заснував лейбл Mo'Wax у 1992 році і був єдиним постійним учасником UNKLE. Він був режисером фестивалю Meltdown 2014 року на лондонському Саут-Бенку та куратором виставки «Daydreaming with Stanley Kubrick» у Сомерсет-хаусі у 2016 році. 2016 року про нього знято документальний фільм The Man from Mo'Wax.